# リスクマトリックス
リスクマトリックス(Risk Matrix)は、リスク管理のうちリスク評価で利用する手法の１つで、リスクを図表化で整理する手法である。

## 概要
一般的にリスクは、下記の式で表せる。
- 危害の発生確率　×　危害の重大度

しかし、この2個の要素が分からない時にリスクが判定できない。
リスクマトリックスは、危険発生率、重大度のいずれかが分からない時にも利用できる。(制約あり。#問題点を参照)

## 手順
リスクマトリックスの規格（米国国防総省、NASA、ISOなど）は存在するが、個々のプロジェクトや組織は独自のリスクマトリックスを作成するか、既存のリスクマトリックスを調整する必要がある。たとえば、危害の重大度は次のように分類できる。
- 壊滅的：死亡または永続的な完全な障害、重大な不可逆的な環境への影響、機器の完全な喪失
- 致命的：入院、永続的な部分的障害、重大な可逆的環境影響、機器の損傷をもたらす事故レベルの傷害
- 限定的：負傷により休業日が発生し、環境に中程度の可逆的影響があり、軽微な事故による損傷レベル
- 軽微：負傷が休業日を引き起こさず、環境への影響が最小限であり、軽微な事故レベル未満の損傷

被害の発生確率は、「高」「高～中」、「中」、「中～低」、「低」に分類できる
(Wikipedia日本語版記事として分かりやすいように英語版と単語が異なる。)。
ただし、「低」の確率はあまり信頼できない可能性があることを考慮する必要がある。
結果として得られるリスクマトリックスは次のようになる。
| 発生確率 | 危害の重大度 | 危害の重大度 | 危害の重大度 | 危害の重大度 |
| 発生確率 | 軽微         | 限定的       | 致命的       | 破壊的       |
| -------- | ------------ | ------------ | ------------ | ------------ |
| 高       | 大           | 大           | 重大         | 重大         |
| 高～中   | 中           | 大           | 大           | 重大         |
| 中       | 小           | 中           | 大           | 重大         |
| 中～低   | 小           | 中           | 中           | 大           |
| 低       | 小           | 小           | 中           | 中           |

次に、会社または組織は、さまざまなイベントで発生する可能性のあるリスクのレベルを計算する。
これは、1.イベントが発生するリスクと、2.安全を実装するためのコストおよび 3.それから得られる利益を比較検討することによって行われる。

## 実施例
以下は、可能性のある人身傷害のマトリックスの例であり、特定の事故がマトリックス内の適切なセルに割り当てられている。
| (発生確率) | 軽微         | 限定的 | 致命的           | 破壊的 |
| ---------- | ------------ | ------ | ---------------- | ------ |
| 高         | つま先を打つ |        |                  |        |
| 高～中     |              | 転落   |                  |        |
| 中         |              |        | 重大な自動車事故 |        |
| 中～低     |              |        | 航空機墜落事故   |        |
| 低         |              |        |                  | 大津波 |

## 問題点

### Coxの意見
Tony Coxは、自身の記事「リスクマトリックスの何が問題になっているか？」で、リスクマトリックスにはいくつかの問題のある数学的特徴があり、リスクの評価が困難であると主張する。
下記のような問題がある：
- 解像度が悪い

典型的なリスクマトリックスは、ランダムに選択されたハザードのペアのごく一部（たとえば、10％未満）のみを正確かつ明確に比較できる。量的に非常に異なるリスクに同一のリスクの評価をすることもできる。
- 間違ったリスク順

リスクマトリックスは、量的に小さなリスクに、より高い質的評価を誤って割り当てる可能性がある。頻度と重大度が負の相関関係にあるリスクの場合(例えば、「発生確率:低で重大度:大」と「発生確率:中で重大度:中」のリスク比較)、それらの評価は「役に立たないよりも悪くなる」可能性がある。
- リソース(費用、人、時間、機器など)の割り当ての最適化不可

リスク低減対策へのリソースの効果的な割り当ては、リスクマトリックスでの結果カテゴリに基づくことはできない。
- あいまいな入力と出力

重大度の分類は、不正確な結果に対して客観的に行うことはできない。リスクマトリックスへの入力（頻度と重大度の分類など）と結果の出力（リスク評価）には主観的な解釈が必要であり、異なるユーザーが同じ定量的リスクの反対の評価を取得する場合がある。
これらの制限は、リスクマトリックスは注意して使用する必要があり、埋め込まれた判断を注意深く説明する場合にのみ使用する必要があることを示唆している。

### Thomasなどの意見
Thomas、Bratvold、およびBickel は、「リスクマトリックスの結果からはリスク順が正しく決められない」と言う。リスク順は、分類別の範囲や増減幅を使用するかどうかなどで、リスクマトリックス自体の設計によっても異なる。言い換えれば、分類を変更すると答えが変わる可能性がある。